# 高山倭蛙
高山倭蛙（学名：Nanorana parkeri）原称高山蛙，一种分布在中华人民共和国西藏自治区及尼泊尔等地区的两栖动物，隶属于叉舌蛙科倭蛙属，常见于湖泊、水塘、沼泽地带及山溪以及河流附近。其生存的海拔范围为2850至4700米。该物种的模式产地在西藏纳木湖。